# Tournoi de tennis d'Osaka (WTA 1993)
Le tournoi de tennis d'Osaka est un tournoi de tennis professionnel. L'édition féminine 1993, classée en catégorie Tier III, se dispute du 8 au 14 février 1993.
Jana Novotná remporte le simple dames. En finale, elle bat Kimiko Date, décrochant à cette occasion le 6e titre de sa carrière sur le circuit WTA.
L'épreuve de double voit quant à elle s'imposer Larisa Neiland et Jana Novotná.

## Primes et points
| Tour            | Prime    | Points |
| --------------- | -------- | ------ |
| Victoire        | 27 000 $ | 190    |
| Finale          | 13 500 $ | 135    |
| 1/2 finale      | 6 750 $  | 85     |
| 1/4 de finale   | 3 750 $  | 45     |
| 2e tour (1/8)   | 1 775 $  | 20     |
| 1er tour (1/16) | 950 $    | 10     |

| Tour           | Prime   | Points |
| -------------- | ------- | ------ |
| Victoire       | 9 000 $ | 190    |
| Finale         | 4 500 $ | 135    |
| 1/2 finale     | 3 000 $ | 85     |
| 1/4 de finale  | 1 500 $ | 45     |
| 1er tour (1/8) | 750 $   | 20     |

Source: (en) Tableaux officiels de la WTA : simple — double — qualifications [PDF].

## Résultats en simple

### Parcours
| No | Joueuse           | Résultat      | Ultime adversaire    |
| -- | ----------------- | ------------- | -------------------- |
| 1  | Jana Novotná      | Victoire      | Kimiko Date (5)      |
| 2  | Manuela Maleeva   | 1er tour      | Elizabeth Smylie (Q) |
| 3  | Magdalena Maleeva | 1/4 de finale | Kimiko Date (5)      |
| 4  | Naoko Sawamatsu   | 2e tour       | Misumi Miyauchi      |
| 5  | Kimiko Date       | Finale        | Jana Novotná (1)     |
| 6  | Wang Shi-Ting     | 1/4 de finale | Jana Novotná (1)     |
| 7  | Pascale Paradis   | 1/2 finale    | Jana Novotná (1)     |
| 8  | Laura Arraya      | 1/2 finale    | Kimiko Date (5)      |

| No | Joueuse          | Résultat      | Ultime adversaire     |
| -- | ---------------- | ------------- | --------------------- |
| 1  | Tamaka Takagi    | 1er tour      | Naoko Sawamatsu (4)   |
| 2  | Masako Yanagi    | 2e tour       | Magdalena Maleeva (3) |
| 3  | Danielle Jones   | 1er tour      | Magdalena Maleeva (3) |
| 4  | Elizabeth Smylie | 1/4 de finale | Laura Arraya (8)      |

| No | Joueuse             | Résultat | Ultime adversaire |
| -- | ------------------- | -------- | ----------------- |
| 1  | Joice-Riana Sutedja | 2e tour  | Jana Novotná (1)  |
| 2  | Seiko Ichioka       | 1er tour | Laura Arraya (8)  |

| No | Joueuse | Résultat | Ultime adversaire |
| -- | ------- | -------- | ----------------- |
| 1  | Li Fang | 1er tour | Misumi Miyauchi   |

## Résultats en double

### Parcours
| No | Équipe                 | Résultat | Ultimes adversaires                                 |
| -- | ---------------------- | -------- | --------------------------------------------------- |
| 1  | Tamaka Takagi 1er tour | CAN      | {{Jill Hetherington-d}} USA {{Kathy Rinaldi-d}} (3) |

| No | Équipe               | Résultat      | Ultimes adversaires             |
| -- | -------------------- | ------------- | ------------------------------- |
| 1  | Chen Li Ling Li Fang | 1/4 de finale | Larisa Neiland Jana Novotná (1) |